# Óscar Salamanca Sanz
Óscar Salamanca Sanz (Valladolid, 1 de setembre de 1973) és un exfutbolista castellanolleonès que jugava com a migcampista.
Va jugar en Primera Divisió a les temporades 94/95 i 95/96 amb el Reial Valladolid, tot disputant dos partits.